# Конобеева, Надежда Михайловна
Надежда Михайловна Конобеева (род. 18 декабря 1983 года в Красногорске Московской области, Россия) — российская бильярдистка. Мастер спорта  по русскому бильярду.

## Карьера
Занимается бильярдом с 2004 года. Многократный победитель чемпионатов Московской области по русскому бильярду, призёр кубков мира, командных чемпионатов мира, чемпионатов Европы и Евротуров по русскому бильярду, различных российских и международных соревнований. Имеет опыт тренерской работы по русскому бильярду с 2007 года.

## Достижения
- Мастер спорта по русскому бильярду (2009 год)
- Абсолютная чемпионка Московской области (2010 год)
- Чемпионка открытого финального кубка Москвы по свободной пирамиде (2013 год)
- Чемпионка открытого кубка Москвы по Свободной пирамиде (2014 год)
- Призёр чемпионата Москвы по Динамичной пирамиде (2015 год)

## Образование
- Московский государственный университет экономики, статистики и информатики (МЭСИ), экономист
- Московский институт Психоанализа, психолог